# Zeven getuigen
Zeven getuigen is een hoorspel van  Peter Karvaš. Sedem svedkov (1967) werd onder de titel Sieben Zeugen op 15 januari 1968 door de Hessischer Rundfunk uitgezonden. Hans Krijt vertaalde het en de NCRV zond het uit op 31 mei 1968, van 21.00 uur tot 22.00 uur (met herhalingen op 13 juni 1969 en 22 november 1971). De regisseur was Wim Paauw.

## Rolbezetting
- Robert Sobels (inspecteur)
- Hans Karsenbarg (rechercheur)
- Erik Plooyer (eerste getuige Arnulf Fabrý)
- Paul van der Lek (tweede getuige Maximilian František)
- Piet Römer (derde getuige Cyril Vašda)
- Lex Schoorel (vierde getuige Robert Korbaba)
- Jan Borkus (vijfde getuige Karel Riška)
- Rob Geraerds (zesde getuige Julius Vitalus)
- Tine Medema (zevende getuige)
- Piet Ekel (agent)

## Inhoud
Twee mannen hebben een vrouw gedood. De daad is niet onopgemerkt gebleven: meer dan één getuige heeft gezien hoe de vrouw in een koetspoort gesleept werd, hoe ze zich verweerde en om hulp schreeuwde. Niet één der getuigen heeft haar echter hulp geboden. Bij het verhoor hebben ze daar allen uitvluchten voor. De ene beroept zich op zijn bijziendheid en beweert dat hij tegen de sterkere misdadigers geen enkele kans zou gemaakt hebben, de andere wilde niets met de politie te maken hebben, een derde was bang om zijn pak vuil te maken. Als laatste wordt een vrouw voorgeleid. Uitgerekend zij, die men bij een vermoedelijke inbraak had gearresteerd, beschaamt met haar gedrag zes mannelijke getuigen, die bij het zien van een misdaad als mens gefaald hebben.